# Geza Stephan Fischer
Geza Stephan Fischer (* 30. Mai 1952 in Wilster) ist ein deutscher Musikproduzent. Bekannt wurde er als Gründer der Techno-Musikgruppierung „Fischermans Friend“ und als Produzent und Arrangeur von Marianne Rosenbergs LP Luna (1998) sowie als Co-Produzent von Reinhold Heil (Spliff / Nena). Heute arbeitet Geza Stephan mit Victor Hildebrandt als Komponist / Produzent im Team Gemini 7 zusammen.

## Leben
Geza Stephans Eltern waren Hertha Noack Fischer und Geza Fischer. Stephan wuchs die ersten 4 Lebensjahre in Madrid auf. Die Jugend verbrachte er in Schwandorf, wo er bereits mit 10 Jahren Bass in seiner ersten Beatband spielte und mit 14 Jahren in US-Armee-Clubs auftrat. Während dieser Zeit besuchte Stephan mehrere Internate in München, Kloster Kastl und Amberg.
1970 ging er nach Nürnberg zur Krautrock-Band Cry Freedom, mit der er als Vorband der Rockband Free Liveerfahrung sammelte.
1974 besuchte Stephan nach seinem Abitur das Musik-Konservatorium-Nürnberg (Hochschule für Musik Nürnberg) und spielte dort Fagott / Kontrabass / Klavier. Währenddessen spielte er Keyboards bei den Rockbands Reflexion, mit Roland „Oldham“ Frenzel (Drummer von Ihre Kinder, von Stephan stets als Mentor betrachtet), Meistersinger & ihre Kinder (Sony Hennig) und der Funk-Band Joker (John Davis). Mit diesen Bands macht Stephan die ersten LPs, später folgten Dynamit Fischer (1981) und Edde & The Splash (1982).
Seit 2015 verbringt er mit seiner Lebensgefährtin sein Alter auf einem Drei-Seit-Hof in Reichenwalde bei Bad Saarow.

## Karriere
1983 arbeitet er als Tonasistent im ersten digitalen Tonstudio Deutschlands Hartmann Digital. u. a. assistierte er Mike Hedges (The Cure) und Dieter Meier (Yello). In Hartmann Digital entwickelte er nachtsüber, mit Hilfe eines der ersten Musik-Computer Fairlight CMI, den Horst Hartmann (Studioeigner) für die LP Produktion Yello (Stella) angeschafft hatte, sein Projekt Fischerman's Friend. Während dieser Phase erstellte Stephan 20 weitere Songs und Ideen.
1988 ging Stephan mit Max Loderbauer (Programmer) und Tom Thiel (Toning) nach Berlin. Im selben Jahr verpflichtete das Goethe-Institut Fischermans Friend für Live-Auftritte für das Olympische Dorf Seoul. Mit Hilfe von Max Loderbauer und Tom Thiel (Sun Electric) gründen sie Fischermans Friend als Band sowie Produktionseinheit. Sie arbeiten u. a. 1989 für WEA Records und produzieren Planet Oz von Inga Humpe.
1997 vermittelte Thomas Fehlmann (Ready Made), der als Guide für die Firma Phonogram tätig war, den Kontakt zum Managing Director Louis Spillmann, welcher 1987 einen Plattenvertrag mit Stephan abschloss.
Nach der Trennung bildete Stephan mit Marko Birkner ein Team und entwickelte sich endgültig zum Musik-Produzenten. 2006 gründet er mit seiner Tochter Aleksandra Postawa das Label Festland Records und Management Sind Freunde Elektrisch? auf Festland Recods erscheint u. a. Spit On The Bar (The Toulouse).

## Diskografie

### Filmmusik
| Jahr | Film                | Regie           | Song                     | Künstler / Band                  | Label       | Funktion                                    |
| ---- | ------------------- | --------------- | ------------------------ | -------------------------------- | ----------- | ------------------------------------------- |
| 1988 | Frauen Lügen Nicht  | Doris Dörrie    | Liberty LP               | Rachel Morrison                  | Sony        | Keyboard / Komponist                        |
| 1994 | Strange Days        | Kathryn Bigelow | Strange Days (Titelsong) | Such A Surge                     | Sony        | Komponist / Arrangeur / Produzent           |
| 1999 | Liebe Deine Nächste | Detlef Buck     | Score-Musik              | Zusammenarbeit mit Ralf Wienrich | Rafftrade   | Komponist / Arrangeur / Produzent           |
|      |                     |                 | I Feel It                | Beangrowers                      | Rafftrade   | Komponist / Arrangeur / Produzent           |
|      |                     |                 | Cafe De Paris            | Stephan Fischer / R. Rasera      | Motor Music | Keyboard / Komponist / Arrangeur / Producer |
|      |                     |                 | Shame Shame Shame        | Karl Keaton                      | Motor Music | Komponist / Arrangeur / Produzent           |

### Singles
| Jahr | Titel                       | Künstler / Band        | Label                | Funktion                          |
| ---- | --------------------------- | ---------------------- | -------------------- | --------------------------------- |
| 1981 | Me and my machine           | Dynamit Fischer        | X RECORDS            | Komponist / Arrangeur             |
| 1982 | Call me tonight             | Dynamit Fischer        | X RECORDS            | Komponist / Arrangeur             |
| 1982 | Kaltes Klares Wasser        | Malaria!               | Superstar Recordings | Arrangeur / Remixer               |
| 1983 | Dwarf Power                 | Dynamit Fischer        | X RECORDS            | Komponist / Arrangeur             |
| 1984 | Wahns.Ich heb ab            | Edde & The Splash      | EMI                  | Komponist / Arrangeur             |
| 1985 | I Love You                  | Joe Mubare             | Dean Records         | Keyboard                          |
| 1985 | My Name is Peter Falk       | Thin Girl Swing        | Dean Records         | Komponist / Arrangeur / Produzent |
| 1986 | Voulez vou couser avec moin | DAF                    | Dean Records         | Arrangeur                         |
| 1986 | Brothers                    | DAF                    | Dean Records         | Arrangeur                         |
| 1987 | Sex Up                      | DAF                    | Dean Records         | Arrangeur / Keyboard              |
| 1988 | Fischermans Friend          | Fischermans Friend     | Phonogram            | Komponist / Arrangeur / Produzent |
| 1989 | Dont Panic                  | Fischermans Friend     | Polydor              | Komponist / Arrangeur / Produzent |
| 1989 | Money                       | Fischermans Friend     | Polydor              | Komponist / Arrangeur / Produzent |
| 1989 | Teutonic Beats              | Fischermans Friend     | Polydor              | Komponist / Arrangeur / Produzent |
| 1990 | Riding Into Blue            | Inga Humpe             | WEA Records          | Komponist / Arrangeur             |
| 1990 | Hoolah Hoolah               | Can                    | Casablanca           | Arrangeur / Produzent             |
| 1991 | Suspicious Love (Remix)     | Camouflage             | Metronom             | Arrangeur / Produzent / Remixer   |
| 1992 | Nigger (Remix)              | Clawfinger             | WEA Records          | Remixer                           |
| 1993 | Du Bist Der Einzige Mann    | Marianne Rosenberg     | RCA                  | Komponist / Arrangeur / Produzent |
| 1994 | SEV:EN I:NCH                | Shake Of The Jellyfish | Epic                 | Arrangeur / Produzent             |
| 1995 | Bad News (Remix)            | Camouflage             | WEA Records          | Remixer                           |
| 1995 | Hunger                      | Fleischmann            | Noise Work Records   | Arrangeur / Produzent             |
| 1996 | Agoraphobia                 | Such A Surge           | Sony                 | Arrangeur / Produzent             |
| 1997 | War Fire Rain               | Lovekrauts             | Intercord            | Arrangeur / Produzent             |
| 1998 | Leuchtturm                  | Marianne Rosenberg     | RCA                  | Arrangeur / Produzent             |
| 2000 | Streets Of Africa           | Katja Maria Werker     | RCA                  | Arrangeur / Produzent             |
| 2002 | Best Looking Gay In Town    | Natural Borne Hippies  | RCA                  | Arrangeur / Produzent             |
| 2003 | Schön Sein                  | Megakerls              | WEA Records          | Arrangeur / Produzent             |
| 2007 | Sparrow Blues               | Ben Hamilton           | Labels               | Arrangeur / Produzent             |
| 2008 | Geht Kacken                 | Panda                  | Universal            | Arrangeur / Produzent             |
| 2009 | Spit On The Bar             | The Toulouse           | Festland             | Arrangeur / Produzent             |

### LPs
| Jahr | Titel                         | Künstler / Band    | Label         | Funktion                          |
| ---- | ----------------------------- | ------------------ | ------------- | --------------------------------- |
| 1978 | Meistersinger Und Ihre Kinder | Ihre Kinder        | Meistersinger | Komponist / Arrangeur             |
| 1980 | I Dont Want It No More        | Joker              | Warner        | Komponist / Arrangeur / Produzent |
| 1981 | Edde & The Splash             | Edde & The Splash  | Brutkassten   | Komponist / Arrangeur / Produzent |
| 1982 | Dynamit Fischer               | Dynamit Fischer    | X Records     | Komponist / Arrangeur / Produzent |
| 1995 | Supersausage                  | Lovekrauts         | Intercord     | Arrangeur / Produzent             |
| 1996 | First Step To Haven LP        | DAF                | Dean Records  | Arrangeur                         |
| 1987 | Thin Girls Swing LP           | Thin Girls Swing   | Dean Records  | Komponist / Arrangeur / Produzent |
| 1988 | Fischermans Friend LP         | Fischermans Friend | Phonogram     | Komponist / Arrangeur / Produzent |
| 1990 | Planet Oz                     | Inga Humpe         | WEA Records   | Arrangeur                         |
| 1995 | Grove Nation LP               | Trieb              | WEA Records   | Arrangeur / Produzent             |
| 1995 | Space Cracker                 | Camouflage         | Phonogram     | Arrangeur / Produzent             |
| 1996 | Agoraphobia                   | Such A Surge       | Sony          | Arrangeur / Produzent             |
| 1997 | Allein Zu Zweit Mit Telefon   | DAF/DOS            |               | Arrangeur / Produzent             |
| 1998 | Luna                          | Marianne Rosenberg | Electrola     | Komponist / Arrangeur / Produzent |
| 2000 | Contakt Myself                | Katja Maria Werker | RCA           | Arrangeur / Produzent             |
| 2003 | Der Tod Wohnt Nebenan         | Luci Van Org       | BLB           | Produzent                         |
| 2005 | Im Augenblick                 | Ulla Meinecke      | SPC           | Produzent                         |
| 2007 | Ben Hamilton                  | Ben Hamilton       | Labels        | Komponist / Arrangeur / Produzent |
| 2008 | Tretmine                      | Panda              | Universal     | Arrangeur / Produzent             |
| 2009 | Spit On The Bar               | The Toulouse       | Festland      | Komponist / Arrangeur / Produzent |
| 2010 | Notaufnahme                   | Luci Van Org       | Festland      | Arrangeur / Produzent             |